# Jakobstad

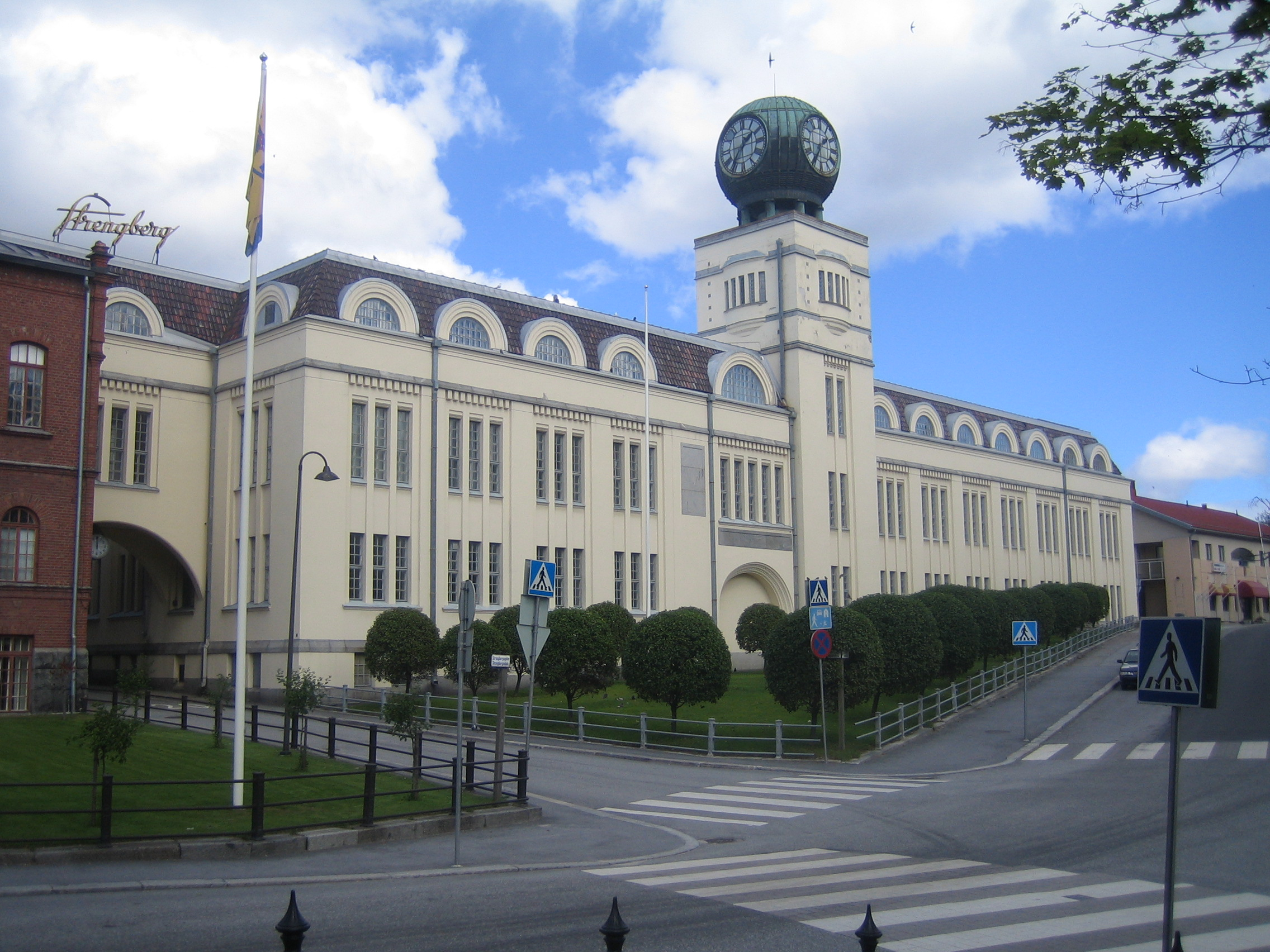
La vieja fábrica de Strengberg en Jakobstad.

Jakobstad (en finés Pietarsaari) es una ciudad en la costa oeste de Finlandia. Jakobstad recibió el título de ciudad en 1652 durante el reinado de la reina Cristina de Suecia. La ciudad fue fundada por Ebba Brahe, viuda del nieto del rey Juan III de Suecia Jacob De la Gardie de dónde viene el nombre de la ciudad (Jakobstad significa Ciudad de Jakob en sueco). Actualmente Jakobstad tiene una población de 19.673 personas (2009), y antes formaba parte de la región de la provincia de Finlandia Occidental.
La ciudad es bilingüe puesto que el 56% de la población emplea el sueco como lengua materna y el 42% utiliza el finés como primera lengua. Jakobstad es la ciudad con una mayoría suecohablante más grande de Finlandia y es un importante centro de la cultura del sueco de Finlandia. 

## Geografía
- Altitud: 17 metros.
- Latitud: 63° 40' N
- Longitud: 22° 42' E

## Historia
La historia de Pedersöre y también de Jakobstad comienza en el siglo XIV, cuando un decreto del rey Magnus II Eriksson definió las parroquias de la Ostrobothnia (Österbotten). Jakobstad fue fundada en la costa de la parroquia de Pedersöre en 1652. El nombre de la parroquia ha dado lugar al nombre finés de la ciudad. Jakobstad conoció un crecimiento lento durante su primer siglo. Jakobstad se convirtió en un importante centro industrial en el siglo XVIII y la población del pueblo se incrementó. La industria papelera es la industria más importante de la ciudad desde hace cien años.

## Deportes
Jakobstad es conocida por su equipo de fútbol, el FF Jaro, que juega en la primera división finlandesa, la Veikkausliiga. 

## Personajes célebres
- Johan Ludvig Runeberg - el poeta nacional de la Finlandia
- Mathias "Vreth" Lillmåns - vocalista de Finntroll
- Sara Forsberg - cantante, youtuber e imitadora.